# Roger Magnusson
Pour les articles homonymes, voir Magnusson.
Roger Magnusson (né le 20 mars 1945 à Mönsterås en Suède) est un joueur de football international suédois qui jouait au poste d'ailier droit.

## Biographie
Après avoir commencé sa carrière dans son pays natal et être passé par l'Allemagne au FC Cologne, il rejoint le club italien de la Juventus, où il ne joue finalement que 6 matchs (tous internationaux) pour 2 buts, parce que les règlements du football italien interdisent alors la présence de footballeurs étrangers dans le championnat (il joue son premier match le 29 novembre 1967 lors d'une victoire 1-0 sur le Rapid Bucarest en C1).

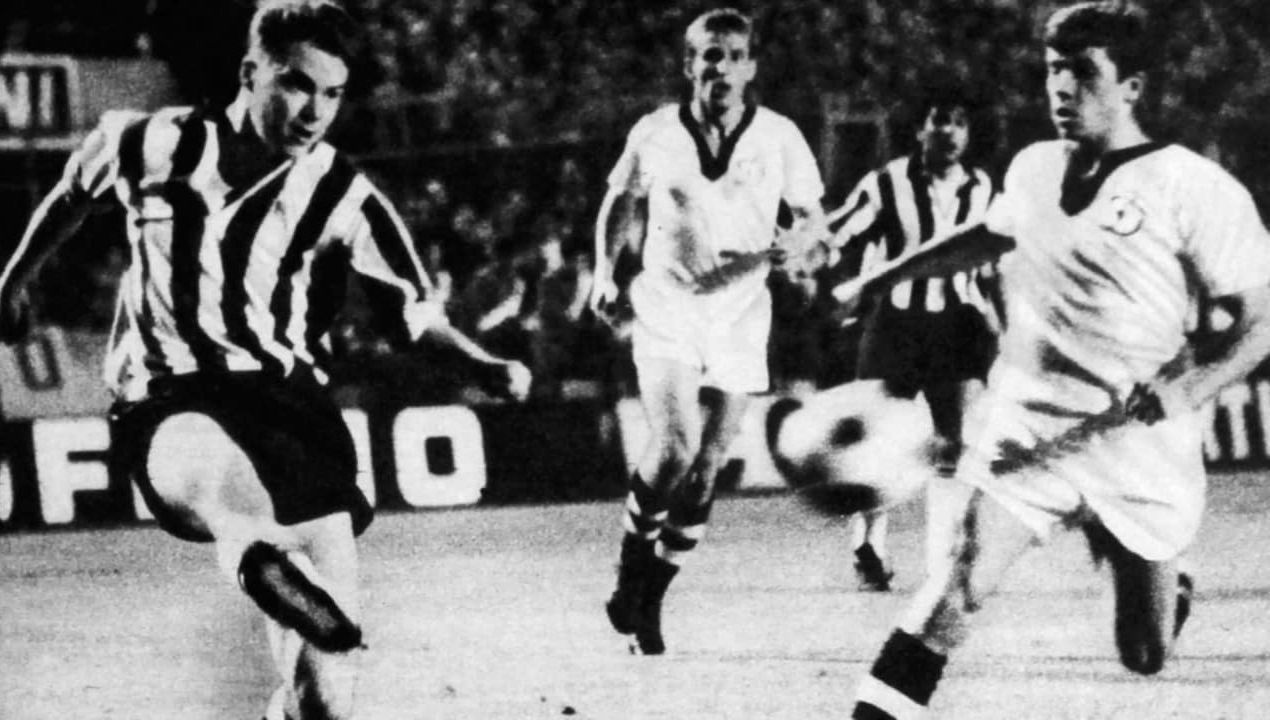
Magnusson (à gauche) en action avec la Juventus en 1967.

Il rejoint alors l'Olympique de Marseille en 1968, et est transféré définitivement vers l'OM le 12 juillet 1970 pour un montant de 630 000 francs.
Il est surnommé le magicien de l'Olympique de Marseille dans les années 1970 pour ses dribbles qui mystifiaient les défenses adverses et enchantaient les supporteurs. Il forme avec le buteur croate Josip Skoblar (« l'aigle dalmate ») une paire redoutable qui contribue au doublé coupe-championnat de 1972. 
Il gagne également avec l'OM la coupe de France de 1969 et le titre de champion de France de 1971.

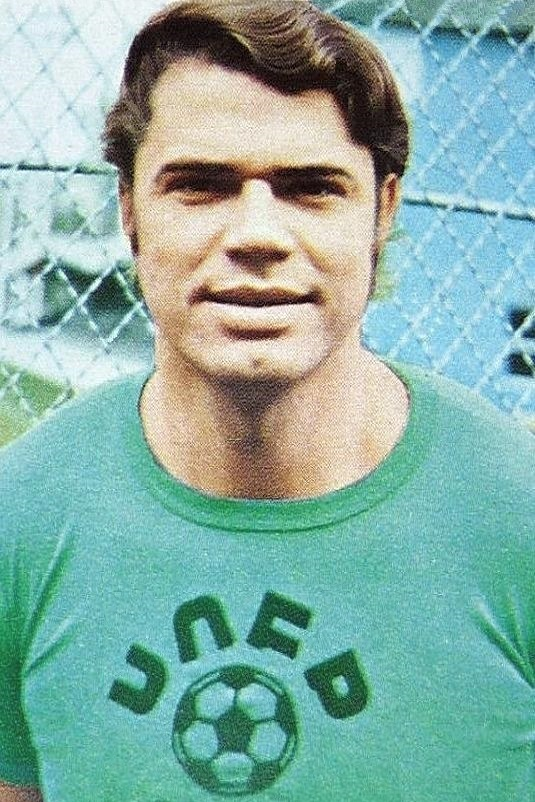
Magnusson au Red Star en 1974.

Les règlements français interdisant la participation de plus de deux joueurs d'origine étrangère, Roger Magnusson est mis en balance avec Salif Keita, fraîchement débarqué de Saint-Étienne et dauphin de Josip Skoblar au classement des meilleurs buteurs. Il termine ensuite sa carrière professionnelle au Red Star, avant de retourner au pays pour quelques saisons.
Il réside actuellement à Kristianstad dans le sud de la Suède.
En 2022, le magazine So Foot le classe dans le top 1000 des meilleurs joueurs du championnat de France, à la 47e place.

## Carrière
- 1961-1966 : Åtvidabergs FF -  Suède
- 1966-1967 : FC Cologne -  Allemagne de l'Ouest
- 1967-1968 : Juventus -  Italie
- 1968-1974 : Olympique de Marseille -  France
- 1974-1976 : Red Star -  France
- 1976 : Helsingborgs IF -  Suède
- 1977-1979 : Vilans BoIF -  Suède

## Palmarès
| Olympique de Marseille - Championnat de France (2) : - Champion : 1971 et 1972. - Coupe de France (2) : - Vainqueur : 1969 et 1972. - Challenge des champions (1) : - Vainqueur : 1971. - Joueur étranger de l'année France Football : 1969 |

### Vidéographie
- DVD, Les Légendes de l'OM, 2011, Éditions France Télévisions Distribution
  - Roger Magnusson, le magicien, film de Jean-Christophe Victor, 27 minutes.